# Immolation
Immolation este o formație de death metal din Yonkers, S.U.A., fondată în anul 1986.

## Discografie

### Albume de studio
- Dawn of Possession (1991)
- Here in After (1996)
- Failures for Gods (1999)
- Close to a World Below (2000)
- Unholy Cult (2002)
- Harnessing Ruin (2005)
- Shadows in the Light (2007)
- Majesty and Decay (2010)
- Kingdom of Conspiracy (2013)

### EP
- Hope and Horror (EP + DVD, 2007)
- Providence (EP, 2011)

### DVD
- Bringing Down the World (DVD, 2004)

### Compilații
- Stepping on Angels... Before Dawn (1995)

## Membri
- Ross Dolan - bass, vocals (1988-present)
- Robert Vigna - chitară (1988-present)
- Bill Taylor - chitară (2001-present)
- Steve Shalaty - drums (2003-present)

### Foști membri
- John McEntee - chitară (Live-only member. Performed live shows between Thomas leaving the band and Bill joining) (2001)
- Thomas Wilkinson - chitară (1988-2001)
- Neal Boback - drums (1988-1989)
- Craig Smilowski - drums (1991-1996)
- Alex Hernandez - drums (1999-2002)